# Alsóbaka
Alsóbaka (1877-ig Alsó-Prandorf, szlovákul Dolné Devičany, korábban Dolný Prandorf, németül Unter-Prandorf) Baka településrésze, korábban önálló falu Szlovákiában, a Nyitrai kerület Lévai járásában.

## Fekvése
Lévától 16 km-re északkeletre fekszik.

## Története
1075-ben "Baka" néven említik először, a garamszentbenedeki apátsághoz tartozott. 1388-ban "Thowt Baka" néven említik, ekkor már egészen a 16. századig Léva várának tartozéka volt. Lakói szlovákok voltak, akik földműveléssel, később bányászattal is foglalkoztak. 1550-ben "Prandorf" alakban német nevén tűnik fel. Később két falura, Alsó- és Felsőbakára vált szét. A Hellenbach család volt a fő birtokosa.
Vályi András szerint "Alsó tót Baka. Unterprandorf. Tót falu Hont Vármegyében, birtokos Ura Hertzeg Eszterházy Uraság, lakosai evangelikusok, fekszik Pukantztól nem meszsze. Határja termékeny, réttyeit értzes vizek follyák, de ritkán ártanak, legelője tágas, ’s mind a’ kétféle fája elég, szőlő hegyei jók, első Osztálybéli."
Fényes Elek szerint "Baka (Tóth Alsó), Prandorf, tót falu, Honth vgyében, ut. p. Báthoz 3/4 órányira. 16 kath., 552 evang. lak."
Hont vármegye monográfiájában "Alsóbaka, azelőtt Alsóprandorf, a barsvármegyei határ közelében fekvő tót kisközség, 133 házzal és 679 ág. ev. vallású lakossal; vasúti állomása Léva, posta- és táviró-állomása Bát. A Prandorffy család névadó községe, melyet 1550-ben kapott adományul. A birtok utóbb a herczeg Esterházy-féle hitbizományhoz tartozott; ezidőszerint Schoeller Pál és Sándor lovagoknak van itt nagyobb erdőbirtokuk. A községnek saját temploma nincsen, hívei a felsőbakai templomot látogatják. Alsóbakához tartozik Berjanka puszta."
A trianoni békeszerződésig Hont vármegye Báti járásához tartozott. Alsó- és Felsőbakát 1951-ben egyesítették.

## Népessége
1910-ben 587, túlnyomórészt szlovák lakosa volt.
2001-ben Baka 403 lakosából 392 szlovák volt.